# Anschlagmittel

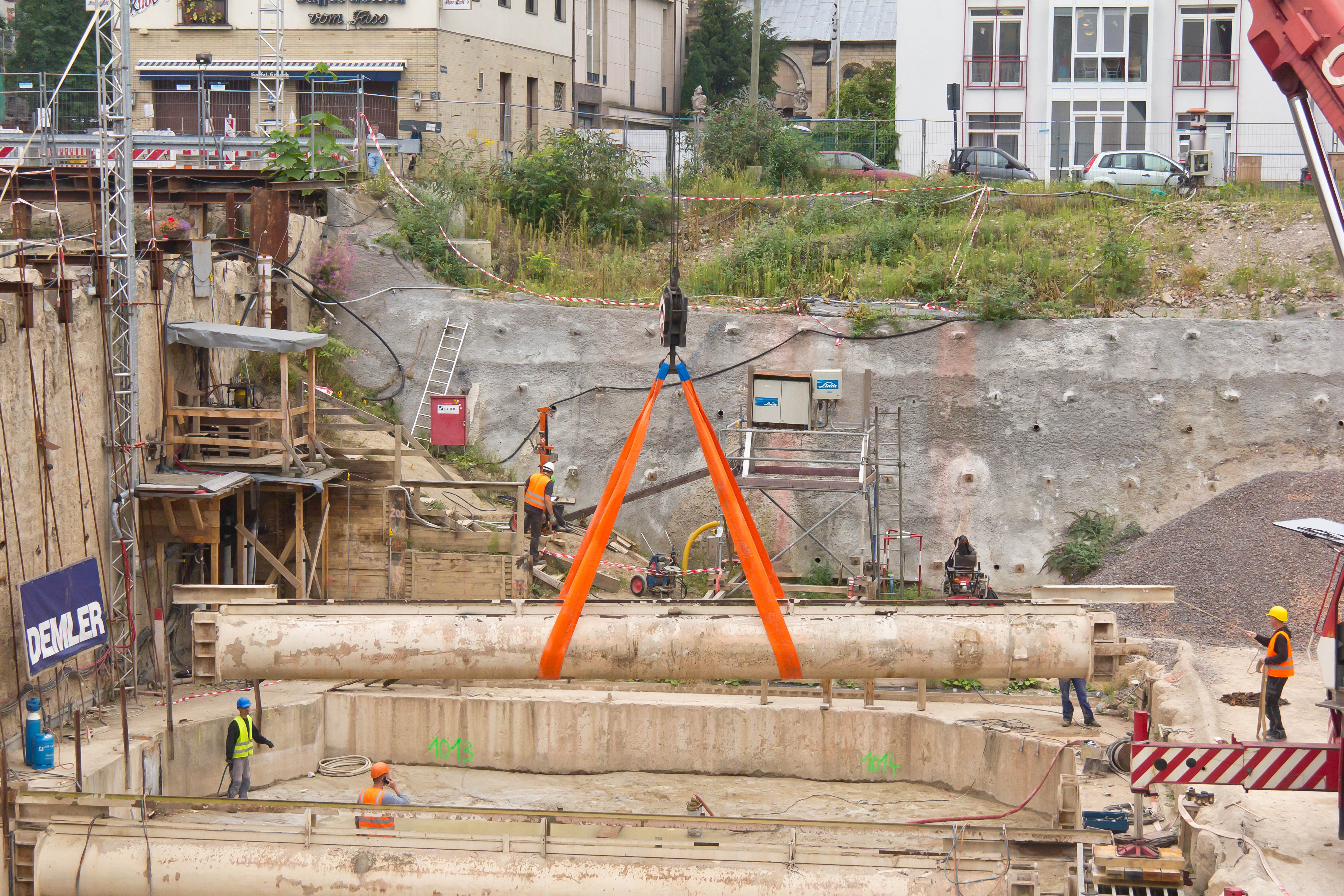
Eine Stahlrohrstütze wird mit Hilfe eines orangefarbenen Hebebandes von einem Kran transportiert.

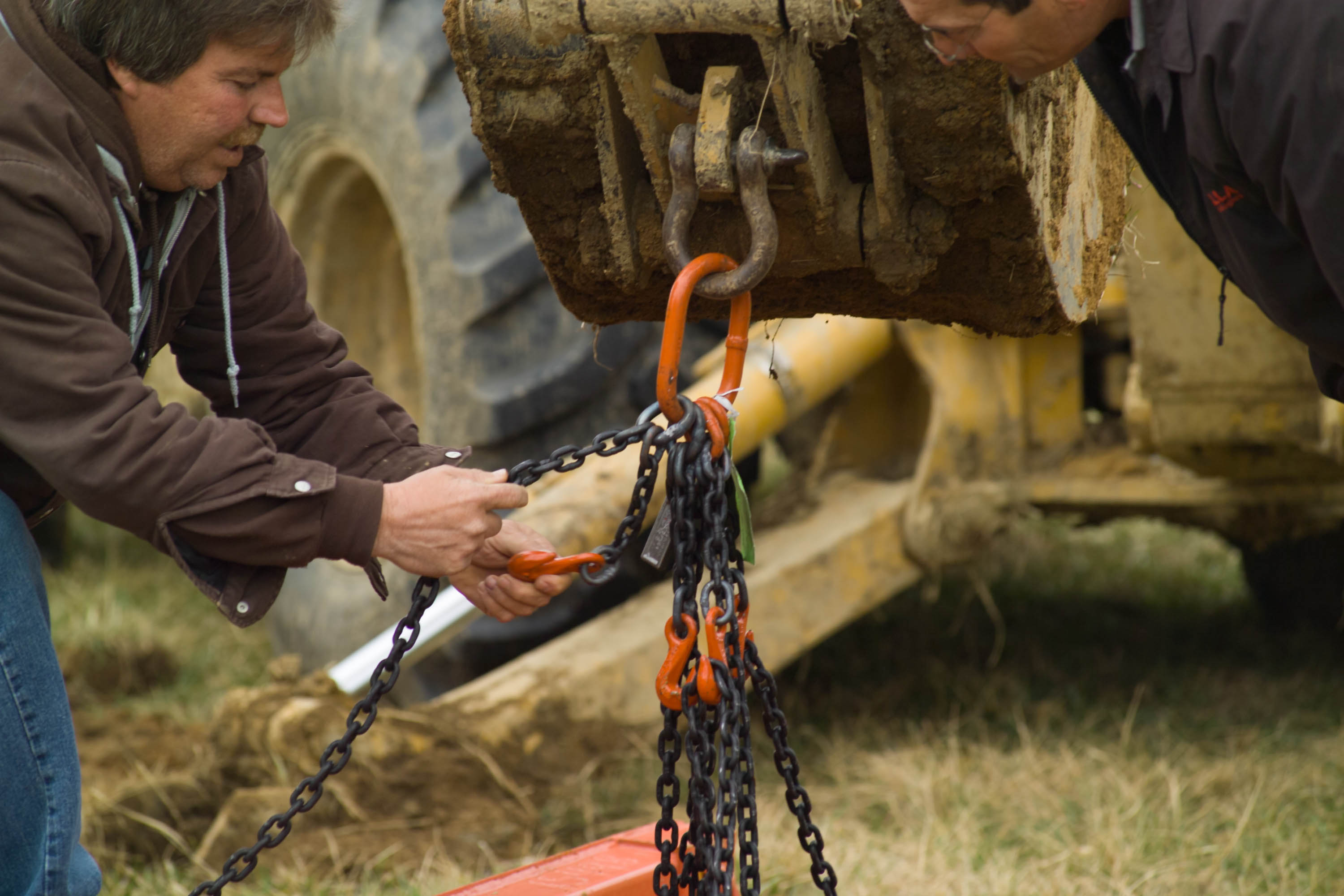
4-Strang-Kettengehänge mit Verkürzungshaken

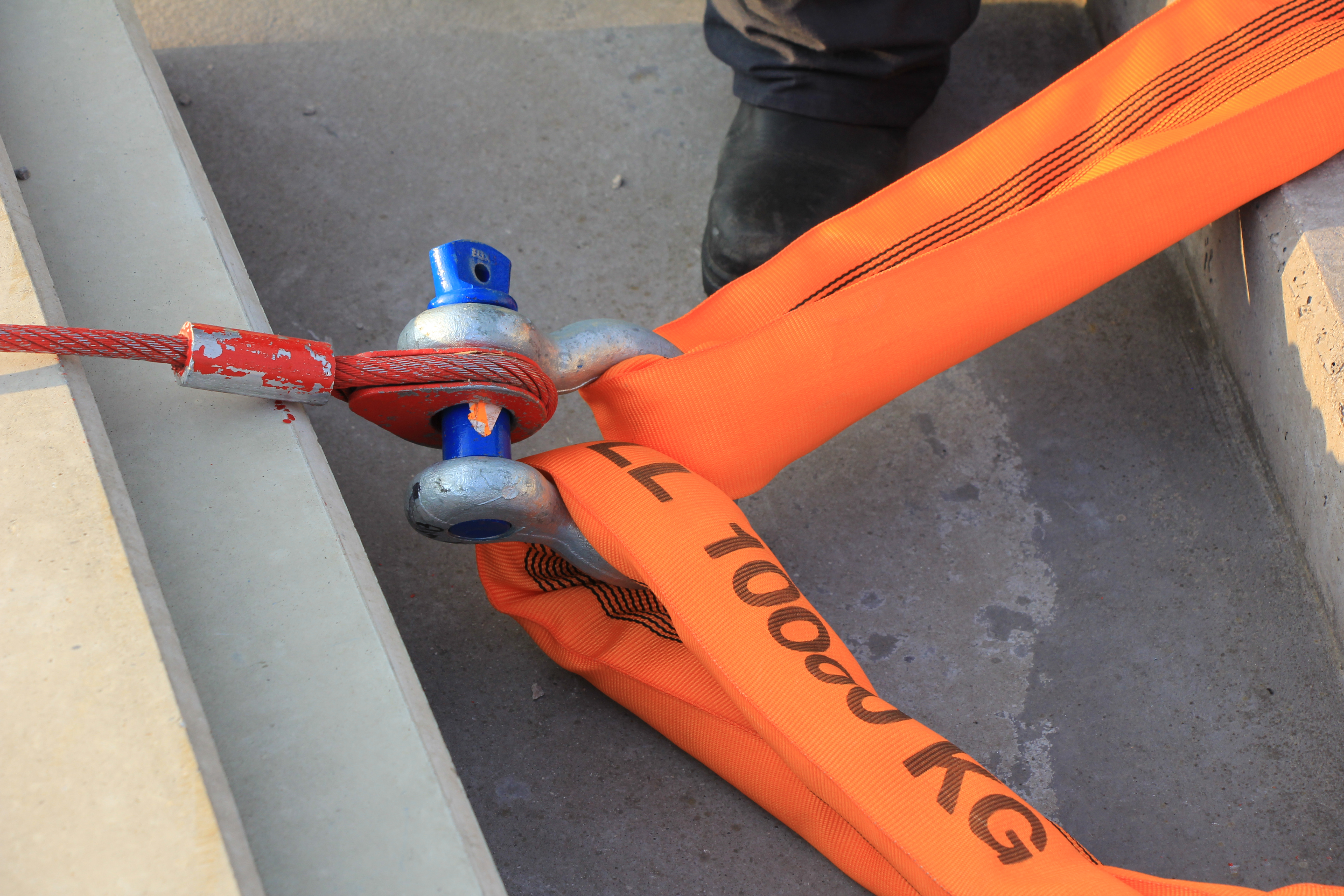
Rundschlingen an einem Schäkel

Anschlagmittel sind nicht zum Hebezeug gehörende Einrichtungen, die eine Verbindung zwischen Tragmittel und Last oder Tragmittel und Lastaufnahmemittel herstellen. Anschlagmittel werden auch als Gehänge bezeichnet.
Anschlagmittel können Seile, Ketten, Hebebänder, Hebegurtschlingen, Rundschlingen (auch Schlupf genannt) und lösbare Verbindungsteile wie z. B. Schäkel oder Wirbel sein.
Auf allen Anschlagmitteln ist die höchstzulässige Tragfähigkeit angegeben, die nicht überschritten werden darf. Lediglich Bauteile nach DIN EN 818 werden mit der Nenngröße und der Güteklasse markiert.

## Dimensionierung
Tragmittel und Anschlagmittel müssen entsprechend der besonderen Gefährdung beim Betrieb und den beim Betrieb auftretenden Belastungen beschaffen und ausreichend bemessen sein.
Für die Dimensionierung von Anschlagmitteln gibt es Vorschriften der Berufsgenossenschaft.
In der (DGUV) Vorschrift 17 Veranstaltungs- und Produktionsstätten für szenische Darstellung (BGV-C1) steht dazu § 9: Anschlagmittel, wie Seile und Bänder dürfen höchstens mit einem Zwölftel der rechnerischen Bruchkraft beansprucht werden. Sonstige Anschlagmittel dürfen maximal mit dem 0,5-fachen Wert der vom Hersteller angegebenen Tragfähigkeit (WLL) belastet werden. Außerdem ist dort zu lesen, dass beim Anschlagen von ortsveränderlichem Hebezeug oder Gitterträgern (Traversen) mit Seilen oder Bändern aus natürlichen oder synthetischen Fasern ein Stahlseil als Sicherung verwendet werden muss.

## Sicherheitsvorschriften
Anschlagmittel müssen vor jeder Benutzung einer Sichtprüfung unterzogen werden.
Vor allem Seile und Hebebänder dürfen beim Anschlagen nicht ungeschützt über scharfe Kanten der Last gezogen werden; sie könnten beschädigt werden und reißen. Als scharfe Kante gilt ein Kantenradius, der kleiner ist als der Durchmesser des Seils bzw. die Dicke des Hebebandes oder der Kette. Geeigneter Kantenschutz ist z. B. Polyurethan in mind. 5 mm Stärke oder eine Unterfütterung mit nicht bzw. schwer entflammbaren Materialien.
Anschlagmittel sollen trocken und luftig lagern, geschützt vor Witterungseinflüssen und aggressiven Stoffen.
Mindestens einmal jährlich müssen sie von Sachkundigen geprüft werden, diese Prüfung ist in geeigneter Weise zu dokumentieren. Dies ist auch nach Reparaturen erforderlich.
Bei bestimmten Schäden (z. B. Litzenbrüchen, Gewebeeinschnitten und abgenutzten Kettengliedern) ist die Ablegereife erreicht und das Anschlagmittel muss entsorgt werden. Anschlagmittel ohne Herstellerkennzeichnung und Tragkraftangabe sind ebenfalls ablegereif. Eine Anschlagkette ohne Tragkraftanhänger darf nur verwendet werden, wenn sich wiederkehrend auf einzelnen Kettengliedern eine Kennzeichnung befindet, die Rückschlüsse auf den Hersteller und somit auf die Güte des Kettenmaterials zulässt. Andernfalls darf diese nicht mehr als Anschlagmittel verwendet werden, da nicht belegbar auszuschließen ist, dass sie von nur minderer Qualität ist.